# Ebrahim Monchi-Zadeh

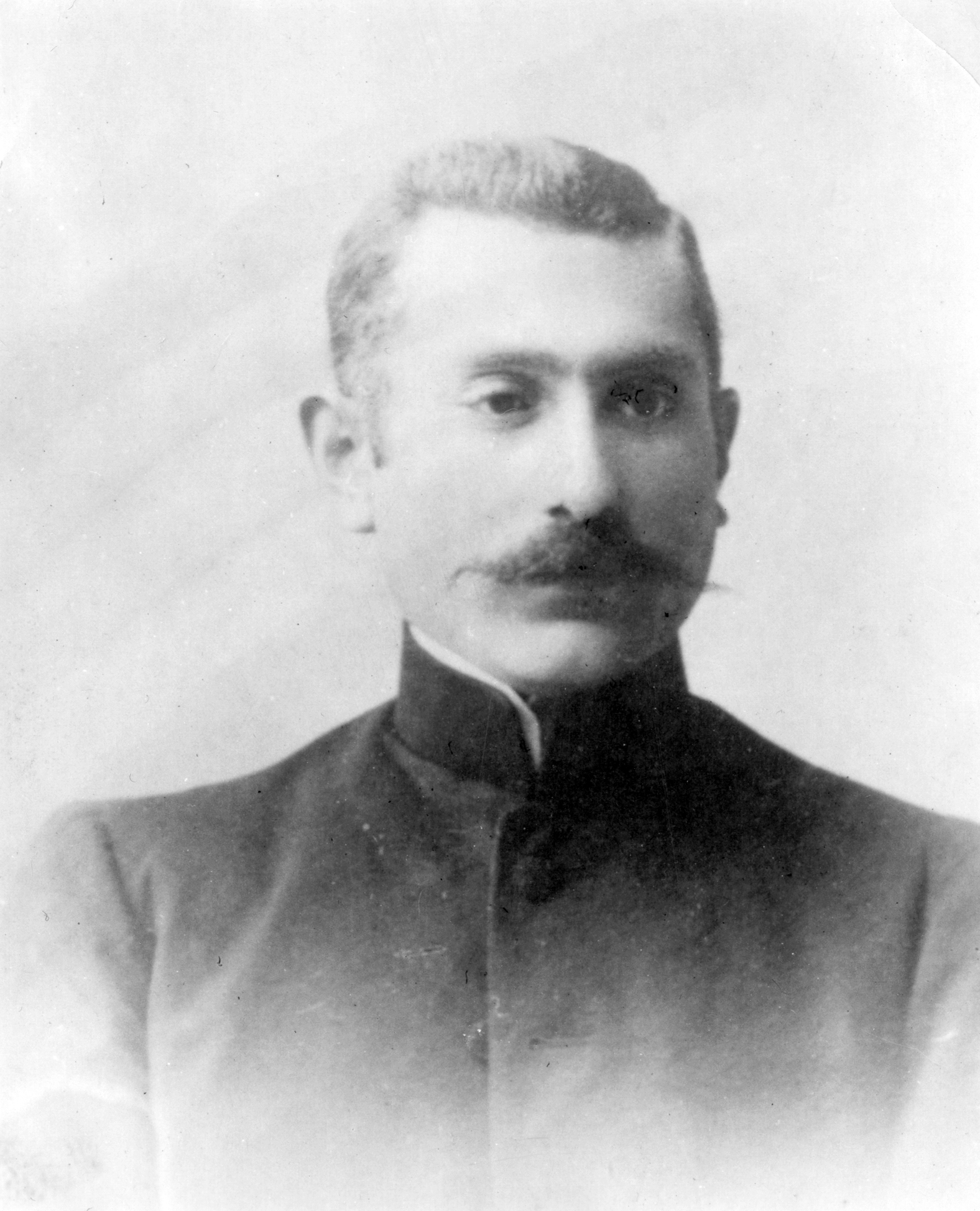
Mirsa Ebrahim Khan Monchi-Zadeh, um 1908

Ebrahim Monchi-Zadeh (persisch ابراهيم منشي زاده, * 16. September 1879 in Jerewan, Gouvernement Eriwan, Russisches Kaiserreich, heute Armenien; † 4. September 1918 in Ahavan bei Semnan, Iran) war ein iranischer Militär und Politiker. Er gehörte zu den Verteidigern der iranischen Konstitution von 1908 und setzte sich für einen aufgeklärten und toleranten Islam ein. Nach der Besetzung und Aufteilung des Iran durch russische und britische Truppen im 1. Weltkrieg kämpfte Ebrahim für die Unabhängigkeit des Iran und gründete zusammen mit anderen Konstitutionalisten eine Geheimgesellschaft, die prominente Kollaborateure der Besatzungsmächte mit dem Tode bedrohte.

## Herkunft der Familie
Ebrahim Monchi-Zadeh entstammt einer persischen Adelsfamilie, die bereits vor dem 17. Jahrhundert vermutlich aus dem Süden des Iran nach Jerewan (Armenien) migriert war und deren männliche Familienoberhäupter dort als Khane und Begs zu der Führungsschicht des persischen Reiches gehörten.
Der älteste quellenmäßig belegte Vorfahre ist Mohammad Reza Beg, 1714 Botschafter am Hofe Ludwig XIV.
Der Großvater Ebrahims, Mirsa Agha Mohammad Monchi, nahm am Russisch-Persischen Krieg 1826–1828 teil. Da das Khanat Jerewan mit dem Friede von Turkmantschai an Russland fiel, wurde nun der Titel Monchi (Sekretär) in Monschioff russifiziert.

## Der Vater Ebrahims

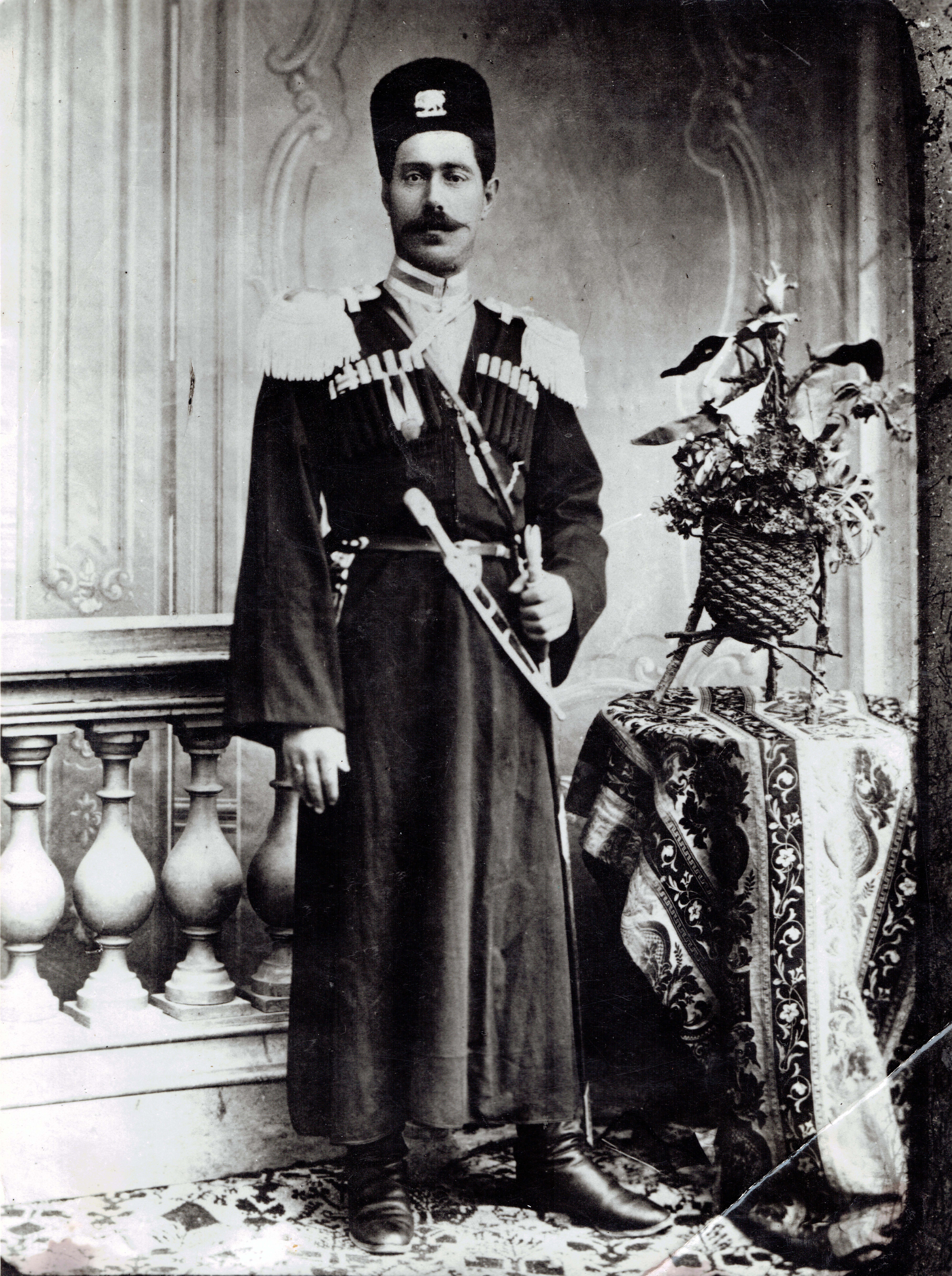
Der Vater von Ebrahim, Mirza Karim Khan Monchi-Zadeh, Teheran um 1890

Mirsa Karim Khan Monchi-Zadeh (auch: Karim Khan Monshiov Irvani oder Mirsa Karim Khan Monshiof), der Vater von Ebrahim Monchi-Zadeh, war russischer Kosakenoffizier im Rang eines Oberst in Jerewan und Regierungsbeamter. Er sprach und schrieb sowohl die russische wie die persische Sprache fließend. Tatsächlich fühlte er sich aber, bedingt durch seine Abstammung, Kultur und Religion mehr zum Iran hingezogen als zum Russischen Reich. Die Gelegenheit, nach Persien überzusiedeln, bot sich, als der persische Schah Nāser ad-Din Schāh damit begann, eine persische Kosakenbrigade nach russischem Vorbild und mit Unterstützung des russischen Zaren aufzubauen.
1889 zog der Vater Ebrahims mit seiner Familie nach Teheran und wurde dort als Oberst in die persische Kosakenbrigade aufgenommen, die zwar vom persischen Staat bezahlt, aber von Russland befehligt wurde.
Für Karim war dies auch ein sehr persönlicher Konflikt: schließlich hatte er seine hervorragende Stellung unter dem Zaren aus patriotischen Gründen aufgegeben, um dem iranischen Staat zu dienen. In der Kosakenbrigade musste er nun feststellen, dass er mittelbar wieder unter dem russischen Zaren diente statt seinem Land. Karim entschied sich für die Loyalität zum Iran, was ihn in ständigen Konflikt mit dem russischen Kommandeur der Brigade und der russischen Botschaft brachte.
Mit der Ernennung des russischen Oberst Vladimir Kossogovsky zum Kommandeur der persischen Kosakenbrigade (1894–1903) sollte die Einsatzbereitschaft der Brigade erhöht und die Anbindung an die russischen Interessen verstärkt werden. Zu diesem Zweck wollte Kossogovsky erst einmal den iranischen Einfluss auf die Führung der Brigade ausschalten.
Karim Monchi-Zadeh verfasste eine Denkschrift mit dem Titel Unsere Hingabe und unser Eifer, die unter den Kosakenoffizieren kursierte. Darin forderte er u. a. ein Ende des ausländischen Einflusses und die Schaffung einer iranischen Industrie, um das Land von Importen unabhängiger zu machen.

„Kossogovsky versuchte nun, die Gehälter aller Kosakenoffiziere zu kürzen, die an der Verschwörung von Karim Monchi-Zadeh teilgenommen hatten.
Sobald die Einwanderer von dieser Idee Kenntnis erlangten, trat der Leiter der Kosaken-Brigade zusammen mit etwa sieben anderen Offizieren aus dem Dienst aus. Kossogovsky war entsetzt über diesen Vorfall, drückte Karim Monchi-Zadeh seine Reue aus und lud die zurückgetretenen Kosakenoffiziere ein, ihren Dienst wieder anzutreten. Karim, der Gründer der Initiative, nahm das Angebot an und man beschloss, ihn zu eliminieren. Zu diesem Zweck wurde er auf Befehl von Kossogovsky bei einem Essen vergiftet, das am 16. Januar 1894 im Qajar-Palast, der Sommerresidenz der Kosakenbrigade, stattfand. Offiziell wurde erklärt, dass er einen Schlaganfall erlitten hätte.“

Von nun an hatte Kossogovsky freie Hand bei der Umgestaltung der Kosakenbrigade.

## Ebrahims Militärlaufbahn
Ebrahim war 15 Jahre alt, als sein Vater starb und besuchte die renommierte Dar al-Fonun-Schule, eine Art Polytechnische Hochschule, die erste ihrer Art im Iran.
1896, also zwei Jahre später, nahm er das Angebot Kossogovskys an, in die persisch-russische Kosakenbrigade einzutreten. Einerseits war dies in Anbetracht der guten Bezahlung ein durchaus verlockendes Angebot verbunden mit einer aussichtsreichen Karriere, andererseits gab es für ihn keinerlei Zweifel daran, dass Kossogovsky persönlich für die Ermordung seines Vaters verantwortlich war. Was auch immer seine Motive dafür waren, in die Fußstapfen seines Vaters zu treten, so sind die 11 Jahre seiner Militärlaufbahn bei den Kosaken (1896–1907) von häufigen Konflikten mit der Führung der Kosakenbrigade gekennzeichnet.
Mit dem Beginn der Konstitutionellen Revolution wurde der Kosakenoffizier Ebrahim Monchi-Zadeh vor die Entscheidung gestellt. Die Kosaken als militärische Elite-Einheit des Schahs mussten im Konflikt zwischen dem absoluten Herrscher und der demokratischen Bewegung eine Schlüsselrolle spielen. Es war die einzige militärische Einheit, auf die sich der Schah verlassen konnte. Ebrahim verfasste anonyme Artikel über Missstände in der Kosakenbrigade, die er an Zeitungen schickte. 1907 entschloss er sich schließlich, die Kosakenbrigade zu verlassen und sich ganz in den Dienst der konstitutionellen Bewegung und des Parlamentes zu stellen.

## Der Kampf um die Konstitution
Als 1908 die von Oberst Vladimir P. Liakhov befehligten Kosaken auf Anweisung der russischen Botschaft und Mohammed Ali Schah das Parlamentsgebäude mit Artillerie beschossen, gehörte Ebrahim zu den wenigen militärisch ausgebildeten Verteidigern des Parlamentes. Während der anschließenden Jagd der Kosaken auf die Abgeordneten, die entweder gleich erschossen oder in Ketten gelegt wurden, gelang Ebrahim die Flucht nach Russland, wie ein Tagebuch belegt, das er in dieser Zeit teils auf Persisch, teils auf Russisch verfasste.
Über Ebrahims weitere Aktivitäten bis zum Sturz Mohammed Ali Schahs am 13. Juli 1909 gibt es keine gesicherten Informationen. Für Aussagen, dass er mit den Revolutionären von Täbris in Teheran einzog, gibt es bisher keine Belege.
Das nächste gesicherte Lebensdatum Ebrahims ist seine Tätigkeit als Polizeichef von Schiras 1910.

## Ämter im Zivilleben
Nachdem sich das Parlament durchgesetzt hatte, öffneten sich für den angesehenen Verteidiger der Konstitution Ebrahim neue Perspektiven. Da sich an der korrupten Struktur des persischen Staates jedoch nichts geändert hatte, waren neue Konflikte vorprogrammiert.

### Polizeichef von Schiras
Ebrahim Monchi-Zadeh machte sich einen Namen durch sein energisches Auftreten als Polizeichef von Schiras gegen die Verfolgung der dort lebenden Juden durch islamische Eiferer:

„Am 19. Mai 1910 wurde Nissani Machallah, ein jüdischer Lehrer an der Schule der Alliance Israélite Universelle (AIU) in Shiraz, von einem fanatischen jungen Sayyid auf der Straße brutal ermordet, weil er ihn gefragt hatte, warum er zwei ältere Juden mit einer Eisenkette schlug. Der Mörder wurde drei Monate später freigelassen, da kein jüdischer Zeuge es wagte, ihn zu identifizieren, aus Angst, ermordet zu werden. Im Oktober hängte der örtliche Polizeichef, Ibrahim Monchi Zadeh, an jede Moscheetür und jedes öffentliche Gebäude die folgende Erklärung:

'- In Anbetracht dessen, dass das Hauptziel der Polizeiverwaltung die Gewährleistung der allgemeinen Sicherheit und Ruhe ist;

-In Anbetracht der Tatsache, dass die Juden seit jeher unter dem Schutz und der Obhut des Islams standen und immer noch stehen;

teilen wir allen Juden mit, dass sie sich durch die Polizei sicher und geschützt fühlen sollen. Sollte sie jemand belästigen, misshandeln oder ein Verbrechen gegen sie begehen, sollten sie die Polizei informieren, damit der Schuldige in Übereinstimmung mit der Verfassung und den ‚Schari'a‘-Gesetzen verhaftet und bestraft wird.
Die Polizei hat sich immer sehr darum bemüht, für die Ruhe der Juden zu sorgen, und sie können mit aller Zuversicht und Hoffnung ihren Beschäftigungen nachgehen.'“

Konflikte mit dem Bürgermeister von Schiras führten dazu, dass Ebrahim seine Stellung aufgab und nach Teheran zurückkehrte. Auf der Rückreise wurde er ausgeraubt und konnte lediglich sein Leben retten.

### Leiter der Drogenbehörde
Auch als Leiter der Opium-Kontrollbehörde hatte Ebrahim wenig Glück: als er das Angebot des Gouverneurs von Rascht, die Einnahmen zu drei gleichen Teilen unter ihm (dem Gouverneur), Ebrahim (dem Kontrolleur) und dem persischen Staat aufzuteilen, ablehnte und den Vorfall meldete, wurde er bald von diesem Posten abgezogen.

### Vorsitzender der Steueraufsicht
Schließlich wurde Ebrahim Monchi-Zadeh zum Chef der Steueraufsicht zweier Provinzen.
Offensichtlich war es nicht einfach, in dem durch und durch korrupten Staatsgebilde Iran einen Arbeitsplatz für einen Unbestechlichen zu finden.

## Geheimbund gegen die Besetzung des Iran durch Russland und Großbritannien

### Die Aufteilung des Iran
Bereits 1907 hatten Großbritannien und das zaristische Russland durch den Vertrag von Sankt Petersburg den Iran in „Interessenssphären“ unter sich geteilt: Russland erhielt darin den Norden zugesprochen, zu dem auch die Hauptstadt Teheran gehört, während Großbritannien den Süden bis zum Persischen Golf erhielt.
Da die persischen Schahs sowohl bei den russischen wie auch den britischen Banken hoch verschuldet waren, befand sich das gesamte Land in einer Agonie. Hungersnöte und Epidemien wie die Cholera-Epidemie von 1917 kosteten vielen Menschen das Leben.
Als 1908 die britische Anglo-Persian Oil Company das weltweit größte Ölfeld im Süden des Iran entdeckte, begannen die Briten bereits mit der militärischen Besetzung ihrer „Anteils“.
Winston Churchill erkannte frühzeitig die Bedeutung des Fundes.

### Der Widerstand formiert sich
Als der persische Schah 1914 in Anbetracht des Ersten Weltkrieges das Land für neutral erklärte, wurde es kurz darauf im Norden von russischen, im Süden von britischen Truppen besetzt.
In dieser Situation schufen 1916 Ebrahim Monchi-Zadeh und sein bester Freund Abolfathzadeh, wie Ebrahim ein ehemaliger Kosakenoffizier, eine Untergrundorganisation, die niemals aus mehr als einer Handvoll Mitglieder bestand. Der Kern dieser Organisation, die sich „Bestrafungskomitee“ (Komīta-ye Moǰāzāt) nannte, bestand aus Konstitutionalisten, die 1908 das persische Parlament gegen die Kosaken verteidigt hatten. Teilweise kannten sich die Mitglieder schon aus anderen Organisationen, bevor sie sich im „Bestrafungskomitee“ zusammenfanden.
Während das Komitee sich als politische Organisation definierte, wurden die Attentate von einer speziellen Gruppe ausgeführt, die sich freiwillig dazu gemeldet hatte.

### Attentate gegen Kollaborateure
Ihr Ziel war es, den Kollaborateuren und Profiteuren der Besatzungsmächte Angst einzujagen und sie dazu zu bringen, ihre Handlungen gegen die Interessen des persischen Volkes zu unterlassen.
Zu diesem Zweck wurden den Zielpersonen Warnbriefe geschickt, in denen sie aufgefordert wurden, ihre Handlungen einzustellen.
Das erste Attentat richtete sich gegen den Chef der Getreidesilos, Ismail Khan, der das ihm anvertraute Getreide weit unter dem Marktwert inmitten der herrschenden Hungersnot an die britischen Truppen verkauft hatte. Vor der Tat erhielt dieser mehrere Warnungen, die er aber ignorierte. Die Aktion gegen einen, der viele Hungertote auf seinem Gewissen hatte, stieß in der Bevölkerung und selbst in Teilen der politischen Führung auf Sympathie.
Ausgeführt wurde der Anschlag durch eine sehr schillernde Figur, Karim Davtegar, ein Abenteurer mit aufwändigem Lebensstil, der schließlich nach Erpressungsversuchen die Organisation in Gefahr brachte und im Auftrag des Komitees von seinen eigenen Helfern getötet wurde.
Bei weiteren Anschlägen wurden ein Zeitungsverleger und Helfer Ismail Khans sowie ein ranghoher Politiker aus dem Kreis des mit den Briten kollaborierenden Ministerpräsidenten getötet.
Einer der Drohbriefempfänger zog sich tatsächlich aus der Politik zurück und ging schließlich ins Ausland.
Allem Anschein nach war es die Ermordung des Finanzministers Maktab Al-Dawla am 8. Juli 1917, die zu einem Umschwung in der öffentlichen Wahrnehmung der Attentate führte. Auch in den Sitzungen des Komitees war die Aktion umstritten. Es wurde von einigen Ausschussmitgliedern hinterfragt, ob die Verbrechen des Al-Dawla tatsächlich ausreichten, um seinen Tod zu rechtfertigen.

### Verrat und Verhaftung
Mit der Untersuchung des Anschlages gegen den Finanzminister wurde der Polizeichef von Raschd beauftragt, dem es tatsächlich gelang, die drei Attentäter festzunehmen. Allerdings wurden sie, nach Warnungen des „Bestrafungskomitees“ wieder freigelassen.
Danach erhielt der schwedische Polizeioffizier Oberst Westdahl den Auftrag, dem Treiben des Komitees ein Ende zu setzen. Mithilfe eines Spitzels in der Organisation gelang es ihm tatsächlich, eine vollständige Liste aller Mitglieder zu erstellen und dem Ministerpräsidenten zu überreichen. Dieser schrieb auf den ungeöffneten Umschlage „Festnahme und Bestrafung“. Offensichtlich war die Angst vor Racheaktionen des „Bestrafungskomitees“ bis in die höchsten Regierungskreise verbreitet, dass es etwa neun Monate und eines neuen Ministerpräsidenten Vosough al-Dawla bedurfte, bis Oberst Westdahl den Befehl erhielt, das gesamte Komitee zu verhaften. Vosough al-Dawla verfügte über ausgezeichnete Verbindungen zu den britischen Besatzungsbehörden, die mit seiner Unterstützung 1919 einen Vertrag zur Überlassung des persischen Öls erreichten. Vosough al-Dawla musste wegen der Vorwürfe, von den Briten mit 200.000 Toman bestochen worden zu sein, ins Ausland fliehen. Er stritt immer ab, Geld erhalten zu haben, erklärte sich aber bereit, es zurückzuzahlen.

### Verurteilung und Ermordung
Für Vosough al-Dawla war die Existenz des Bestrafungskomitees tatsächlich das einzige Hindernis für den Vertragsabschluss mit den Briten. Nach langer Haft und Folter durch Oberst Westdahl wurden Ebrahim Monchi-Zadeh und sein Freund und Weggefährte Abolfatzadeh zur mehrjährigen Verbannung nach Kalat-e Naderi an der Ostgrenze des Iran verurteilt. Damit wäre die Gefahr für das von Vosough al-Dawla geplante Abkommen nicht beseitigt gewesen. Während des Rittes von Teheran an den Verbannungsort wurden beide von den begleitenden Gendarmen angeblich auf der Flucht erschossen. Augenzeugen berichteten jedoch, dass sie während eines kurzen Aufenthaltes in der Nähe von Semnan hingerichtet wurden.

## Politische Ziele
In einem Brief an seine Kinder formulierte Ebrahim 1910 die Ziele seines Handelns:

„Meine einzige Hinterlassenschaft an euch, wird, sofern meine Arbeit nicht umsonst war, euer unabhängiges Heimatland sein. Schützt euer Heimatland, unternehmt nichts, was seine Unabhängigkeit in Frage stellen könnte, stellt das öffentliche Wohl immer über eure persönlichen Vorteile, beachtet dabei immer die Interessen der islamischen Nation und strebt nach ihrer Stärke. Wenn das Gesetz der Gleichheit der Völker und die Toleranz gegenüber dem Islam beachtet werden, solltet ihr keinen Unterschied zwischen islamischen und nicht-islamischen Völkern machen. Folgt immer dem Banner der Menschlichkeit und Brüderlichkeit, obwohl ich nicht glaube, dass ihr in einer Welt leben werdet, in der die Gleichheit der Menschen Gesetz wird. Es wird noch viel Arbeit kosten, um die Macht der Waffen, des Geldes und des Egoismus zu beseitigen und eine Gesellschaft zu schaffen, in der die Menschheit glücklich sein kann. […]
Kämpft für die Pressefreiheit. Wenn ihr hier im Orient von Menschen im Westen hört, die gegen die Tyrannei und für das Recht auf Freiheit kämpfen, so steht fest zu ihnen und seht, wie ihr ihnen helfen könnt, denn sie gehören zu derselben Art von Menschen wie ihr.
Ihr müsst wissen, dass, bevor die Freiheit in der ganzen Welt siegt und die autoritären Mächte vollständig besiegt sind, es keine Gleichheit unter den Völkern geben wird und die Völker nicht in der Lage sein werden, voneinander zu lernen. Drei Maßnahmen sollten erprobt werden: Erstens sollte eine gemeinsame Sprache auf der ganzen Welt durchgesetzt werden, damit alle Menschen in einer Sprache sprechen und schreiben können. Zweitens sollte auf der ganzen Welt ein gemeinsames Gesetz herrschen, so dass nicht jedes Land seine eigene Rechtsprechung hat. Drittens sollte es für die ganze Welt ein einziges Parlament geben mit Abgeordneten, deren Gesetze für alle Bewohner dieses Planeten gelten.“

## Kritik und Rezeption des „Bestrafungskomitees“
Während für alle, die sich mit dem Bestrafungskomitee beschäftigt haben, dieses als besonders radikale Form des Konstitutionalismus unstrittig ist, gibt es in der Presse und Geschichtsschreibung des Iran drei wesentliche Sichtweisen, die sich in Bezug auf die Deutung und Bewertung Ebrahim Monchi-Zadehs und des Komitees deutlich voneinander unterscheiden.

### Die konservativ-religiöse Sichtweise
Mit der Entstehung des Konstitutionalismus brachen bald heftige Auseinandersetzungen zwischen den bürgerlich-aufklärerischen Elementen einerseits und den traditionellen schiitischen Geistlichen wie Fazlollah Nuri auf, der zunächst die Einrichtung eines Parlamentes befürwortete, dann aber verlangte, dass über dem Parlament ein Wächterrat die Einhaltung des schiitischen Glaubensregeln kontrollieren müsse.
In Anbetracht des Widerstandes der Konstitutionalisten verbündete sich Fazlollah Nuri dann allerdings mit dem Schah und bekämpfte das Parlament auch durch die Aufstachelung von religiösen Fanatikern. Nach dem Sieg der Konstitutionalisten 1909 und ihrem Einmarsch nach Teheran wurde Fazlollah Nuri verurteilt und aufgehängt. Ausgeführt wurde die Tat durch Karim Davtegar, der viele Jahre später im „Bestrafungskomitee“ für die Durchführung der Attentate verantwortlich war.
Einer der Hauptvorwürfe von Fazlollah Nuri war die Behauptung, die Konstitutionalisten seien in ihrer Mehrheit vom Ausland bezahlte Bahai-Anhänger.
Genau dieser Vorwurf wurde in den 1990er Jahren in verschiedenen Zeitungsartikel des Iran gegen Ebrahim Monchi-Zadeh und das Bestrafungskomitee erhoben, ohne dass überzeugende Beweise dafür vorgelegt werden.

### Die marxistisch-revolutionäre Sichtweise
Marxistische Analysen des Bestrafungskomitees wie die von Mahmoud Tooghi Bestrafungskomitee – der letzte Samurai des konstitutionellen Bewegung betonen den revolutionären Aspekt des Bestrafungskomitees. Gerade die Nähe zur Russischen Revolution von 1917 und ideologische Gemeinsamkeiten mit den Jungtürken werden hierbei hervorgehoben. Das Scheitern der Revolution wird mit der ökonomischen Unterentwicklung und dem Fehlen eines Industrieproletariats begründet.

### Die Bedeutung für die Verfassungsgeschichte des Iran
Die moderne iranische Geschichtsforschung enthält gut belegte, um Objektivität bemühte Untersuchungen und Forschungsarbeiten zum Konstitutionalismus und auch zur Beurteilung des „Bestrafungskomitees“ als Bestandteil dieser demokratischen Bewegung vor der Machtergreifung der Pahlavi-Dynastie.

## Familie
Ebrahim Monchi-Zadeh war mit Attiye Sarhosch (1893–1958) verheiratet und hatte mit ihr fünf Kinder
- Hossein Monchi-Zadeh (von britischem Militär zwangsrekrutiert und verschollen)
- Masoud Monchi-Zadeh († 1959), Ingenieur der Zuckerindustrie
- Ahmad Monchi-Zadeh (1909–2013), Chemiker
- Akefeh Monchi-Zadeh (1915–2003), Malerin
- Davoud Monchi-Zadeh (1914–1989), Iranist und Politiker